# LNER Class A4 4488 Union of South Africa
BR 60009 Union of South Africa — паровоз серии LNER Class A4 типа 2-3-1 («Пасифик»), построенный на Донкастерском заводе в 1937 году. Название дано в честь Южно-Африканского Союза. Один из шести сохранившихся паровозов серии А4. В 2019 году находился в работоспособном состоянии и имел допуск на магистральные линии до марта 2020 года. В 1980-1990-е годы некоторое время носил имя Osprey из-за осуждения Великобританией политики апартеида в Южно-Африканской Республике. 

## Названия и нумерация
Паровоз  построен Лондонской и Северо-восточной железной дорогой (LNER) в 1937 году на Донкастерском заводе под заводским номером 1853, что отражено на табличке, расположенной в кабине, а не на её внешних сторонах, как это было принято для остальных локомотивов. В эксплуатации первоначально получил номер 4488. Собственное название Osprey (с англ. — скопа) было присвоено паровозу 17 апреля 1937 года. Однако затем, он был переименован в Union of South Africa в честь Южно-Африканского Союза и под этим названием прикреплён к фирменному экспрессу The Coronation. Первое переименование произошло вскоре после постройки паровоза: к первому месту работы — депо Хеймаркет — он был приписан уже как Union of South Africa. В 1980-1990-е годы в связи с осуждением Великобританией политики апартеида в Южно-Африканской Республике снова получил название Osprey. Это название также носили паровоз серии А4 № 4494, после 1942 года переименованный в честь директора LNER Эндрю Маккоша, и паровоз серии Peppercorn Class A1 № 60131 с  1949 по 1965 год. Нынешнее название паровоза — Union of South Africa.

## Эмблема
Эмблема с изображением крылатой антилопы установлена на левой стороне котла паровоза 12 апреля 1954. Этот подарок сделал владелец южноафриканской газеты города Блумфонтейн. В середине 1970-х годов Джону Кэмерону были вручены ещё две литые эмблемы с изображением крылатой антилопы, которые были размещены по обеим сторонам кабины. Они были удалены во время капитального ремонта, но первоначальная эмблема на котле сохранилась. Паровоз снабжен американским трёхтоновым гудком Кросби, общим для представителей этой серии. 

## Раскраска
Union of South Africa за время эксплуатации сменил несколько раскрасок. Первой ливреей была синяя, в неё паровоз окрасили 19 апреля 1937 года. Следующей ливреей стала чёрная военная раскраска, которая использовалась с 21 марта 1942 года. 14 августа 1943 года с тендера паровоза были удалены буквы «L» и «R», чтобы запутать вражеских шпионов: паровоз стал полностью черным с буквами «NE» на тендере. 21 февраля 1947 года Union of South Africa снова был перекрашен в синий цвет с красно-белыми полосами. 12 января 1946 года по схеме перенумерации Эдварда Томпсона паровоз получил номер 9. Во время перекраски этот номер из нержавеющей стали был установлен на корпусе. 4 августа 1949 года, уже под номером 60009 British Railways, паровоз был перекрашен в стандартный голубой цвет экспрессов аналогично 60007 Sir Nigel Gresley. Наконец, 2 октября 1952 года Union of South Africa получил зелёный цвет British Railways. Эта ливрея сохраняется до настоящего времени. 

## Технические особенности
Как и все 35 паровозов серии A4 («Пасифики Грезли»), Union of South Africa был снабжён обтекаемым кожухом и боковыми юбками. Позднее боковые юбки были сняты для упрощения технического обслуживания, как и в случае с остальными представителями серии. Это произошло 21 марта 1942 года во время ремонта. 

### Котлы
За время эксплуатации паровоз использовал 14 котлов: № 8951, № 9129 (новый котёл, установлен 9 ноября 1940 года), № 8955 (м № 4492 Dominion of New Zealand, установлен 13 января 1945 года), № 9128 (с № 2512 Silver Fox, установлен 9 февраля 1946 года), № 8957 (с № 4490 Empire of India, установлен 5 мая 1948 года), № 9027 (с 60028 Walter K Whigham, установлен 4 августа 1949 года, 23 ноября 1950 года котёл перенумерован в № 29279), № 29285 (с № 60032 Gannet, установлен 22 апреля 1954 года), № 29278 (с № 60013 Dominion of New Zealand, установлен 18 ноября 1958), № 27965 (новый котёл, установлен 17 февраля 1960), № 27961 (с № 60024 Kingfisher, установлен 19 июля 1961) и № 29337 (с № 60023 Golden Eagle, установлен 6 ноября 1963).

### Тендеры
За время эксплуатации паровоз комплектовался пятью тендерами двух типов. Первым типом был модернизированный коридорный тендер образца 1928 года. Он был переделан из тендера серии А1/А3. Позже его сменил новый тип коридорного тендера, который использовался с 1948 по 1963 год. После вывода из эксплуатации тендер от № 60009 был переоборудован во второй, водяной, тендер для 4472 Flying Scotsman. В настоящее время № 60009 снова использует модернизированным коридорный тендер образца 1928 года, заимствованный от экспериментального паровоза высокого давления LNER № 10000. Хронологически паровоз комплектовался следующими тендерами: № 5325 (17 апреля 1937 года — 22 марта 1948 года), № 5636 (5 мая 1948 года — 14 мая 1948 года), № 5591 (14 мая 1948 года — 16 июля 1963 года), № 5332 (6 ноября 1963 года — 1 июня 1966 года) и № 5484 (17 июля 1966 года — 10 сентября 1966 года). 
18 ноября 1958 года на паровоз была установлена двойная труба. Впервые этот тип дымохода был использован на 4468 Mallard в 1938 году. Поскольку после крушения у станции  Харроу-энд-Уилдстоун требования безопасности были ужесточены, 17 февраля 1960 года паровоз был оборудован автоматической системой оповещения. Одновременно на нём был установлен регистратор скорости Стоуна-Смита.

## Эксплуатация
Union of South Africa был приписан к депо Хеймаркет в Эдинбурге. 20 мая 1962 года он был переведён в депо Абердина. 
24 октября 1964 года паровоз провёл последний регулярный рейс от лондонского вокзала Кингс-Кросс. Он прибыл в Грэнтем с двадцатиминутным опозданием из-за повреждения пути в Хай-Дайк. В ноябре 1963 года он стал последним эксплуатирующимся паровозом, прошедшим капитальный ремонт в Донкастере. 1 июня 1966 года Union of South Africa был выведен из эксплуатации. 

## Сохранение
В июле 1966 года паровоз выкупил Джон Кэмерон. Он был передан на сохранение на Лохтинскую частную железную дорогу в Файфе, Шотландия. До места паровоз добрался своим ходом, преодолев 2,4 км по магистрали возле Анструтера. 
В 1973 году Union of South Africa покинул Лохтинскую частную железную дорогу, чтобы из Ледибанка получить доступ к национальной железнодорожной сети. Из Ледибанка паровоз был доставлен в Керколди и помещён на стоянку в бывшее грузовое депо, откуда совершал нерегулярные экскурсии с из Файфа. После нескольких лет, проведённых в Керколди, паровоз переехал в Маркинч в бывший товарный склад, где пробыл до мая 1994 года, исключая несколько лет, проведённых в депо Торнтона. 
После капитального ремонта в 1989 году Union of South Africa получил допуск на все железные дороги Великобритании. Он совершал поездки на линиях от Плимута на юго-западе до Инвернесса на севере, от Холихеда на западе до Нориджа на востоке, а также побывал на многочисленных исторических железных дорогах, соединённых с главной магистралью. В результате паровоз имеет наибольший пробег среди представителей своей серии. 
В мае 1994 года Union of South Africa в последний раз выехал из депо в Маркинче — на этот раз в кузове грузовика, направляясь на Severn Valley Railway в Бриджнорте для ремонта. Маршрут проходил по мосту Форт-Роуд-Бридж, и паровоз стал единственным локомотивом, который пересек Ферт-оф-Форт и по железнодорожному, и по автомобильному мосту. 
После ремонта паровоз покинул Severn Valley Railway в январе 2007 года и отправился в Кру для установки дополнительного оборудования. В апреле 2007 года он вернулся в Шотландию. Первой экскурсией после ремонта стал тур The Great Britain, после чего Union of South Africa переехал в новое депо в Торнтоне. В течение 2007 года он совершал регулярные рейсы Scarborough Spa Express из Йорка в Скарборо через Нейрсборо, Харрогейт и Лидс. 
В 2008 году паровоз продолжал выполнять экскурсионные поездки между Йорком и Эдинбургом. Также он принял участие в фестивале LNER на North Yorkshire Moors Railway, где присутствовали № 60007 Sir Nigel Gresley и № 60019 Bittern, что стало первой встречей всех трёх сохранившихся в Великобритании представителе серии A4. 
В 2010 году в связи с истечением срока действия сертификата на котел Union of South Africa прошёл капитальный ремонт в LNWR Workshops Пита Уотермана в Кру. В середине 2012 года паровоз снова вернулся на линию, осуществив первые поездки по West Coast Railways 22 и 23 июля. 
9 сентября 2015 года № 60009 Union of South Africa провёл поезд, в котором находились королева Елизавета II, принц Филипп и первый министр Шотландии Никола Стерджен, в Твидбанк, где состоялось официальное открытие восстановленной Borders Railway между Эдинбургом и Твидбанком. Впоследствии паровоз эксплуатировался на этой линии в течение всего сентября. В 2017 году Джон Кэмерон объявил, что № 60009 и другой принадлежащий ему локомотив, № 61994 The Great Marquess, будут сняты с линии по окончании действия сертификата на котёл в 2019 году. Они будут размещены в Farming and Railway Visiting Centre в Файфе. В марте 2019 года после капитального ремонта сертификат на котёл Union of South Africa был продлён на 12 месяцев.